# Sergio Pérez Moya
Sergio Pérez Moya (Puebla, 13 ottobre 1986) è un ex calciatore messicano, di ruolo difensore.

## Carriera
Dopo aver disputato il Mondiale per club 2012 con il Monterrey, classificandosi terzo, lascia la squadra e firma un contratto con i Chivas, in uno scambio che porta Omar Arellano ai Rayados.